# Spintharus
Spintharus es un género de arañas de la familia Theridiidae, orden Araneae. Fue descrito por Nicholas Marcellus Hentz en 1850.

## Especies
- Spintharus barackobamai Agnarsson & Van Patten, 2018
- Spintharus berniesandersi Agnarsson & Sargeant, 2018
- Spintharus davidattenboroughi Agnarsson & Van Patten, 2018
- Spintharus davidbowiei Agnarsson & Chomitz, 2018
- Spintharus dayleae Sargeant & Agnarsson, 2018
- Spintharus flavidus Hentz, 1850
- Spintharus frosti Van Patten & Agnarsson, 2018
- Spintharus giraldoalayoni Agnarsson & Chomitz, 2018
- Spintharus goodbreadae Chomitz & Agnarsson, 2018
- Spintharus gracilis Keyserling, 1886
- Spintharus greerae Sargeant & Agnarsson, 2018
- Spintharus jesselaueri Sargeant & Agnarsson, 2018
- Spintharus leonardodicaprioi Van Patten & Agnarsson, 2018
- Spintharus leverger LeMay & Agnarsson, 2020
- Spintharus manrayi Chomitz & Agnarsson, 2018
- Spintharus michelleobamaae Agnarsson & Sargeant, 2018
- Spintharus rallorum Chomitz & Agnarsson, 2018
- Spintharus skelly Van Patten & Agnarsson, 2018
- Spintharus longisoma Wunderlich, 1988